# Sophie Tucker
Sophie Tucker, all'anagrafe Sof'ja Kališ (Tul'čyn, 13 gennaio 1884 – New York, 9 febbraio 1966), è stata una cantante, attrice e cabarettista statunitense di origine ucraina, che fu una stella internazionale all'epoca del vaudeville, durante la quale interpretava brani jazz e ragtime, ballate e canzoni comiche.
Soprannominata "l'ultima delle Red-Hot Mamas", tra i suoi brani di maggiore successo, figurano Broadway Melody , I Don't Want to Be Thin , My Yiddishe Mama, Nobody Loves a Fat Girl, But Oh How a Fat Girl Can Love, The One I Love Belongs to Somebody Else, Red-Hot Mama, Some of These Days e Thoroughbreds Don't Cry. Ha una stella nella Hollywood Walk of Fame.

## Biografia

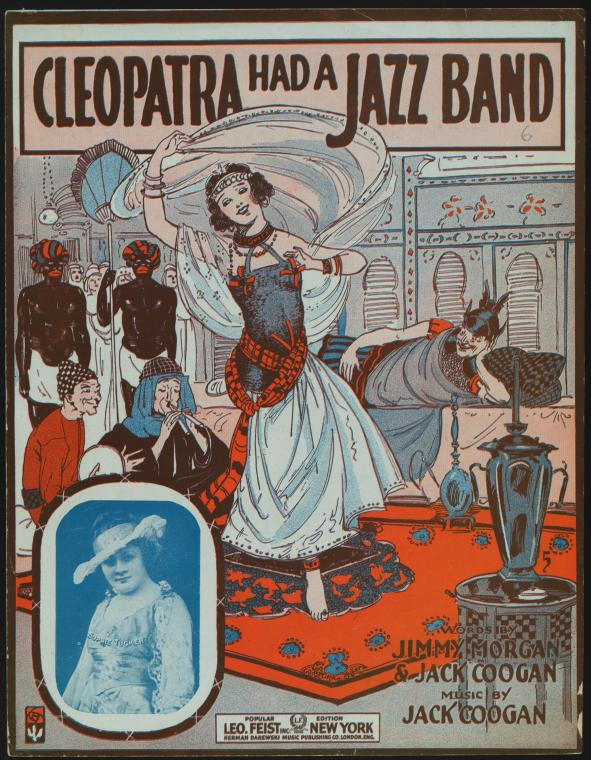
Sophie Tucker in un manifesto del 1917

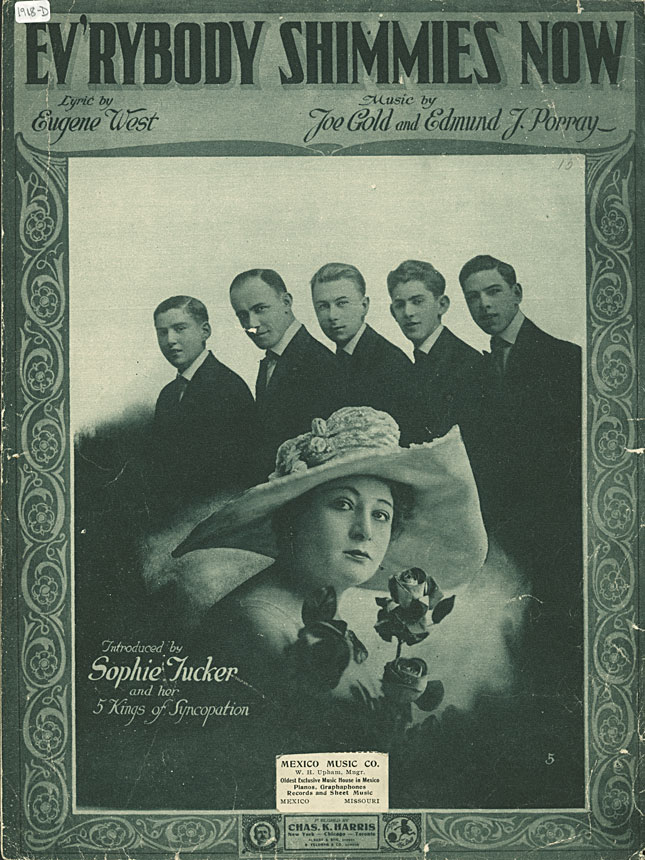
Sophie Tucker in un manifesto del 1918

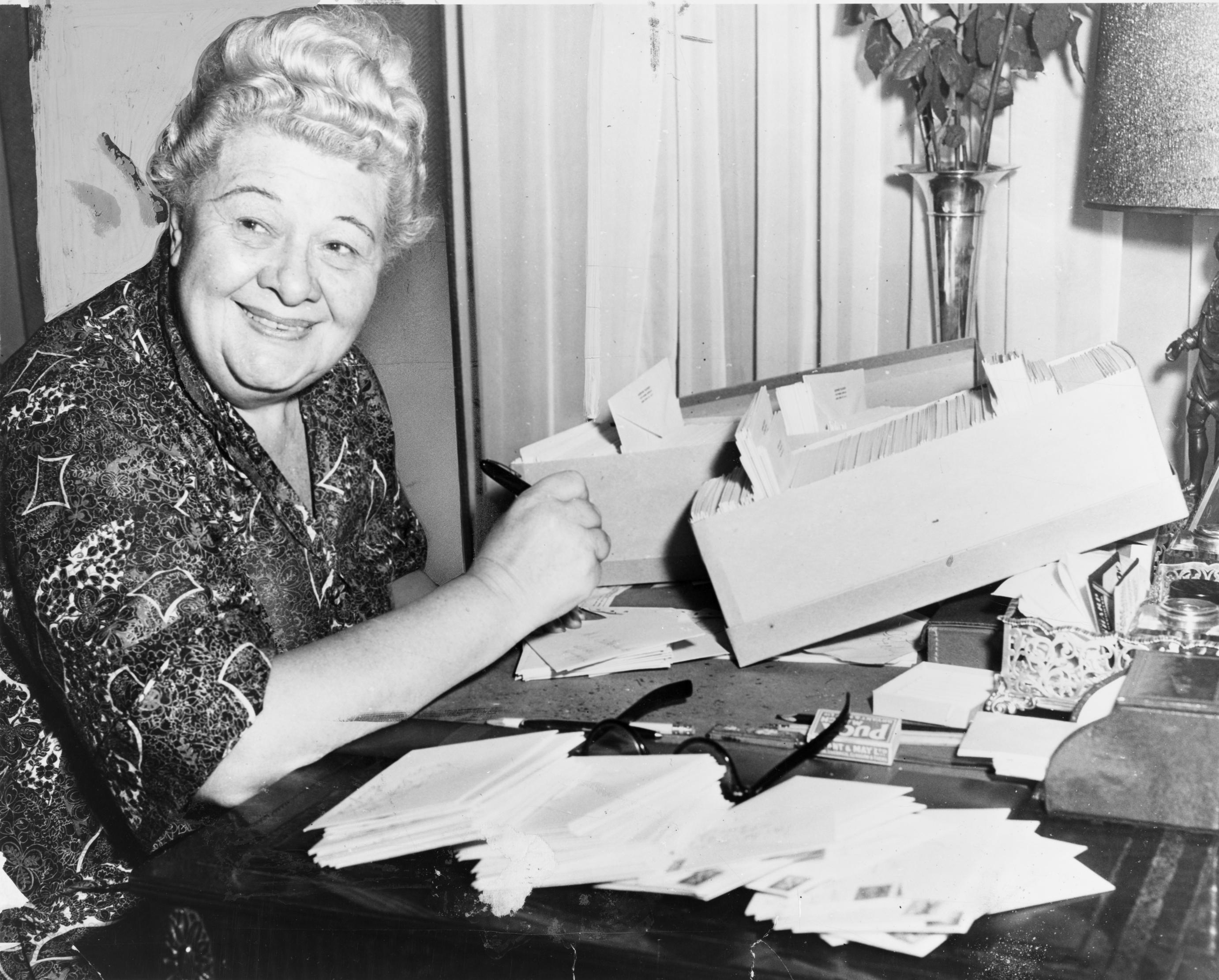
Sophie Tucker nel 1952

Sof'ja Kališ nasce a Tul'čyn, in Ucraina (all'epoca parte dell'Impero russo), il 13 gennaio 1884 da una famiglia di origine ebraica. A soli tre mesi si trasferisce con la famiglia negli Stati Uniti d'America, segnatamente a Hartford, nel Connecticut, dove i suoi genitori aprono un ristorante kosher. Il padre, che aveva disertato l'esercito russo, cambia il cognome della propria famiglia in Abuza. Nel 1903, per sfuggire dalla vita lavorativa nel ristorante dei genitori, Sof'ja Kališ alias Abuza sposa a soli 17 anni Louis Tuck, dal quale divorzierà dieci anni dopo. In seguito, si trasferisce a New York per intraprendere la carriera artistica e cambia il proprio nome in Sophie Tucker. Nella metropoli statunitense, trova poi lavoro in una birreria del villaggio tedesco, dove guadagna 25 centesimi a settimana.
Nel 1907 la Tucker debutta sulla scena teatrale newyorkese, esibendosi nel night club di Chris Brown . Inizialmente, per via del proprio peso (già a 13 anni era arrivata a pesare 145 libbre), incontra qualche diffidenza da parte degli impresari. Dopo aver lavorato per un breve periodo (a partire dal 1909) per le Follies di Florenz Ziegfeld, ha in seguito modo di esibirsi al fianco delle principali stelle del varietà del XX secolo, quali Jack Benny, Fanny Brice e Will Rogers. Nel 1911 registra per la prima volta il brano Some of These Days, brano composto da Shelton Brooks, che diventerà uno dei suoi cavalli di battaglia. Tra il 1914 e il 1917, si esibisce al fianco del secondo marito, il pianista Frank Westphal. Il matrimonio tra i due naufragherà a causa della gelosia per la popolarità di lei.
Nel 1919, la Tucker ottiene il suo primo ingaggio a Broadway. Nel 1921 diventa suo direttore musicale il pianista Ted Shapiro, che scrive per lei vari brani, tra cui The One I Love Belongs to Somebody Else e Red-Hot Mama. Nel 1922, sempre assieme a Shapiro intraprende la sua prima tournée teatrale nel Regno Unito, che ottiene un grande successo. Nel 1925 interpreta per la prima volta il brano My Yiddishe Mama, che sarebbe diventato in seguito un inno ebraico in Europa prima di essere messo al bando da Adolf Hitler. Quattro anni dopo compie il proprio debutto cinematografico in un lungometraggio, recitando nel film, diretto da Lloyd Bacon, Honky Tonk . Apparirà in seguito occasionalmente in altri film hollywoodiani alla fine degli anni trenta, quali Gay Love (1934),Broadway Melody of 1938 (1937) e Thoroughbreds Don't Cry (1937). Nel frattempo, nel 1934, durante una nuova tournée oltreoceano, ha l'occasione di esibirsi davanti alla coppia reale inglese.
Tra il 1938 e il 1939 conduce un proprio programma sull'emittente radiofonica della CBS. Nel frattempo viene nominata presidente della Federazione Americana degli Attori (American Federation of Actors). Nel 1945 pubblica la sua autobiografia, intitolata come uno dei suoi brani più celebri, ovvero Some of These Days. L'8 febbraio 1960 ottiene la stella nella Hollywood Walk of Fame. Muore a Manhattan il 9 febbraio 1966, all'età di 82 anni. I suoi funerali si svolgono presso una sinagoga di Whethersfield alla presenza di circa 3.000 persone.

## Discografia parziale

### Album
- 1945:  Sophie Tucker: A Collection of Songs She Has Made Famous
- 1954:  Golden Jubilee (Fifty Golden Years)
- 1954:  Cabaret Days
- 1955: Her Latest and Greatest Spicy Songs
- 1956: The Spicy of Life
- 1956: The Great Sophie Tucker
- 1956: Bigger and Better Than Ever
- 1960: Sophie Tucker in Person
- 1967: The Last Of The Red Hot Mamas: Sophie Tucker's Greatest Hits  (raccolta postuma)
- 2017: Her Latest And Greatest Spicy Songs / My Dream  (raccolta postuma)

## Filmografia parziale
- A Social Sleuth - cortometraggio (1920)
- Honky Tonk , regia di Lloyd Bacon (1929)
- Gay Love , regia di Leslie S. Hiscott (1934)
- Broadway Melody of 1938  (1937)
- Thoroughbreds Don't Cry  (1937)
- La nave della morte  ( Follow of the Boys), regia di A. Edward Sutherland (1944)
- Sfolgorio di stelle  (Sensations of 1945), regia di Andrew L. Stone (1944)
- Il jolly è impazzito  ( The Joker Is Wild), regia di Charles Vidor (1957)

## Autobiografia
- Some of These Days  (1945)

## Filmografia su Sophie Tucker
- The Outrageous Sophie Tucker - documentario, regia di William Gazecki (2015)[8]